# Condado de Bytów
Nota linguística: Não confundir hrabstwo (condado) com powiat (divisão administrativa)..
Bytów (polaco: powiat bytowski) é um powiat (condado) da Polónia, na voivodia de Pomerânia. A sede do condado é a cidade de Bytów. Estende-se por uma área de 2192,81 km², com 75 373 habitantes, segundo os censos de 2005, com uma densidade 34,37 hab/km².

## Divisões admistrativas
O condado possui:
Comunas urbana-rurais: Bytów, Miastko
Comunas rurais: Borzytuchom, Czarna Dąbrówka, Kołczygłowy, Lipnica, Parchowo, Studzienice, Trzebielino, Tuchomie
Cidades: Bytów, Miastko

## Demografia
População (dados de 30 de Junho de 2005):
|          | Total   | Total | Mulheres | Mulheres | Homens  | Homens |
| -------- | ------- | ----- | -------- | -------- | ------- | ------ |
|          | pessoas | %     | pessoas  | %        | pessoas | %      |
| Total    | 75 373  | 100   | 37 926   | 50,3     | 37 447  | 49,7   |
| Cidades  | 27 934  | 100   | 14 508   | 51,9     | 13 426  | 48,1   |
| Povoados | 47 439  | 100   | 23 418   | 49,4     | 24 021  | 50,6   |